# Etienne Kelders
Etienne Kelders (Utrecht, 7 oktober 1966) is een voormalig Nederlands voetballer. Hij stond onder contract bij FC Utrecht.

## Statistieken
| Seizoen | Club       | Land      | Competitie | Wed. | Goals |
| ------- | ---------- | --------- | ---------- | ---- | ----- |
| 1988/89 | FC Utrecht | Nederland | Eredivisie | 1    | 1     |
| 1989/90 | FC Utrecht | Nederland | Eredivisie | -    | -     |
| 1990/91 | FC Utrecht | Nederland | Eredivisie | -    | -     |
| 1991/92 | FC Utrecht | Nederland | Eredivisie | -    | -     |
| 1992/93 | FC Utrecht | Nederland | Eredivisie | -    | -     |
| 1993/94 | FC Utrecht | Nederland | Eredivisie | 13   | 2     |
| Totaal  | Totaal     | Totaal    | Totaal     | 14   | 3     |